# Campodorus clypealis
Campodorus clypealis är en stekelart som först beskrevs av Thomson 1894.  Campodorus clypealis ingår i släktet Campodorus och familjen brokparasitsteklar. Arten är reproducerande i Sverige. Inga underarter finns listade.